# عواصف (فلم)
عواصف هو فيلم مصري تم إنتاجه عام 1946، تأليف بديع خيري، وإخراج عبد الفتاح حسن و بطولة فاطمة رشدي وزكي رستم وعباس فارس.

## فريق العمل
إخراج: عبد الفتاح حسن
تأليف: بديع خيري
إنتاج: أفلام القاهرة
بطولة:
- فاطمة رشدي
- زكي رستم
- عباس فارس
- يحيى شاهين
- زينب صدقي
- زوزو نبيل
- ثريا فخري
- علوية جميل
- عبد القادر المسيري

## روابط خارجية
- مقالات تستعمل روابط فنية بلا صلة مع ويكي بيانات